# Cruzador de batalha

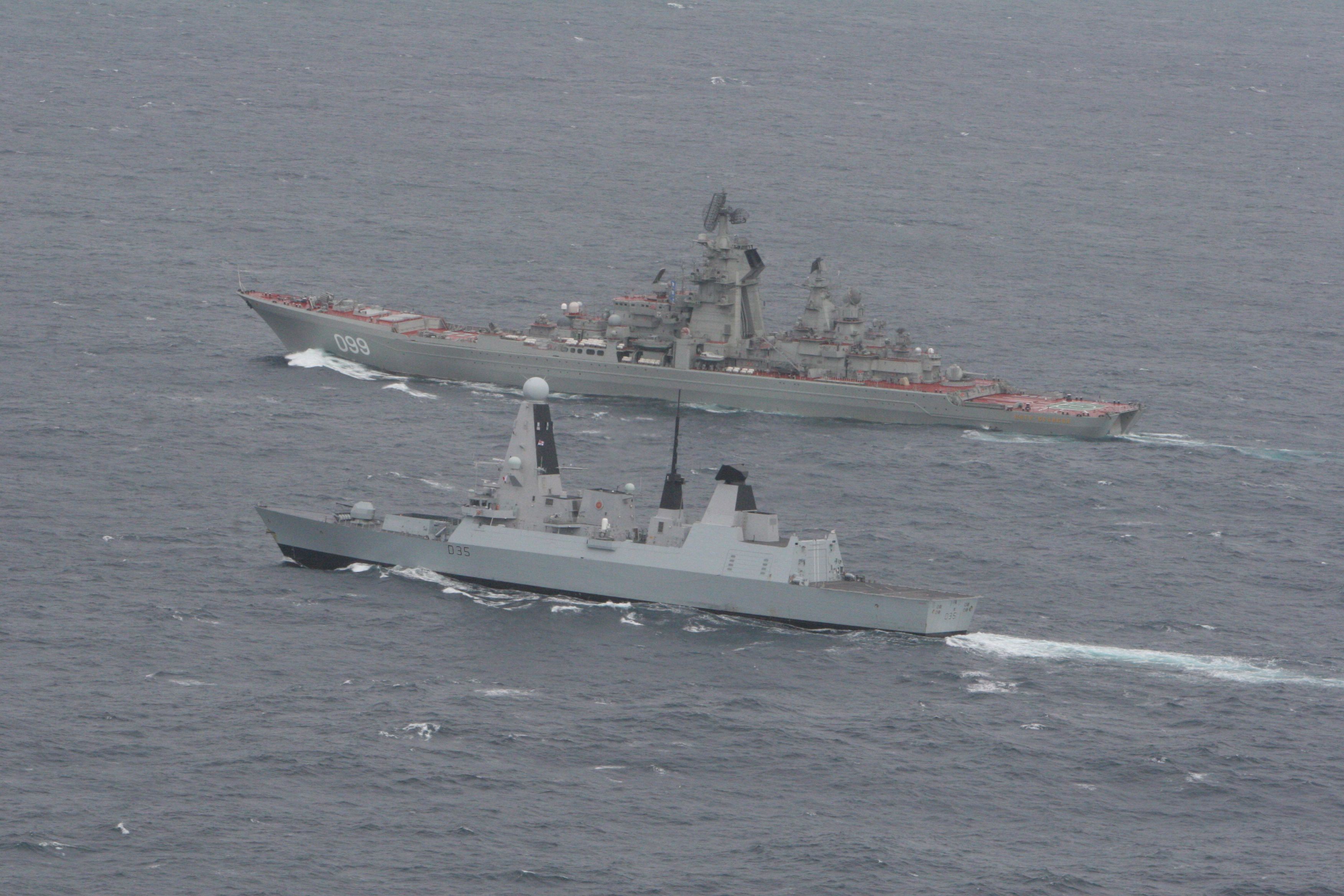
Comparação de tamanho entre contratorpedeiro e classe Kirov.

O cruzador de batalha é um tipo de grande navio de guerra que surgiu na primeira metade do século XX, introduzido pela Marinha Real Britânica.
Foram uma evolução dos cruzadores blindados e, em termos de classificação, ocupam uma área nebulosa entre os cruzadores e os encouraçados. Geralmente, os cruzadores de batalha eram similares em projeto e armamento aos encouraçados do tipo dreadnought, mas com muito menos blindagem a fim de obter maior velocidade. O primeiro navio desse tipo, o HMS Invincible, foi inicialmente denominado "cruzador dreadnought".
Embora as especificações técnicas variem, todos os cruzadores de batalha partilhavam um papel a desempenhar semelhante aos dos encouraçados e, geralmente, eram tão grandes e tão caros como eles. Foram concebidos para caçar e abater navios de guerra menores (ou navios mercantes, no caso dos "encouraçados de bolso"), e escapar de navios de guerra maiores que não poderiam enfrentar, significando que não haviam sido projetados para enfrentar canhões do mesmo calibre que carregavam.
Originalmente, a fim de possibilitar isto, afastou-se da prática padrão de proporcionar a um navio blindagem suficiente para protegê-lo de suas próprias armas. O peso poupado da blindagem reduzida permitiu a instalação de motores mais potentes.
A distinção entre cruzador de batalha e encouraçado nunca ficou completamente esclarecida. A ideia do cruzador de batalha foi concebida originalmente pelo Almirante Jackie Fisher, que acreditava que a "velocidade é a melhor proteção". A ideia de Fisher centrava-se em cruzadores de batalha operando com a esquadra, com a intenção deles caçarem esquadrões de cruzadores inimigos e escapar dos encouraçados. A Marinha Imperial Alemã, ao contrário, sacrificou calibre de canhão ao invés de blindagem, a fim de aumentar a velocidade. Apesar da diferença básica entre as filosofias de projeto, ambos desempenharam a mesma tarefa.
Contudo, o encouraçado continuou a dominar a estratégia naval durante a Primeira Guerra Mundial, e o cruzador de batalha foi usado principalmente para acrescentar um apoio veloz e de grosso calibre a uma esquadra de encouraçados. Cruzadores de batalha formaram parte das marinhas britânica, alemã e japonesa durante a Primeira Guerra Mundial e tomaram parte em muitas batalhas navais entre a Grã-Bretanha e a Alemanha, inclusive na Batalha da Jutlândia. Ao final da guerra, havia pouca diferença entre o projeto de um cruzador de batalha e o de um encouraçado rápido. Grã-Bretanha, Japão e Estados Unidos projetaram cruzadores de batalha ao final da Primeira Guerra Mundial que tinham tanta blindagem quanto os encouraçados, apesar de mais velozes e com menos armamento. O Tratado Naval de Washington, que limitaria a construção de navios de linha a partir de 1922, considerou encouraçados e cruzadores de batalha como iguais. A geração mais recente de cruzadores de batalha projetados foi sucateada para a adequação aos termos do Tratado.
A partir da década de 1930, apenas a Marinha Real Britânica continuou a usar a classificação "cruzador de batalha" para seus navios de guerra. Apesar disso, os navios de linha mais leves e velozes desenvolvidos por Alemanha e França das classes Scharnhorst e Dunkerque foram e continuam freqüentemente sendo chamados de "cruzadores de batalha". Estes navios eram tão blindados quanto muitos dos encouraçados porém carregavam armamento de menor calibre.
Os cruzadores de batalha tornaram-se obsoletos no início da II Guerra Mundial, quando os avanços em projeto e tecnologia permitiram o desenvolvimento de encouraçados rápidos, que combinavam ou até superavam as melhores características dos cruzadores de batalha e lentos encouraçados da I Guerra Mundial
A Segunda Guerra Mundial veria os cruzadores de batalha em ação novamente. Contudo, nenhum cruzador de batalha teve sua construção iniciada durante a guerra: a construção de navios de linha foi reduzida a fim de redirecionar recursos para mais porta-aviões e aeronaves. Desde o início da II Guerra Mundial, não foram mais construídos "cruzadores de batalha", apesar de vários navios terem sido descritos como tais.

## Primeiros Cruzadores de Batalha
O cruzador de batalha foi um avanço dramático a partir do cruzador blindado e dos projetos de "encouraçados de segunda classe" da década de 1890, devido principalmente ao almirante britânico Jackie Fisher. Na virada do século XIX para o XX, o cruzador blindado moderno era uma embarcação rápida e poderosa, capaz de ameaçar as rotas de comércio pelo mundo afora, ou de atuar bem próximo de uma esquadra de encouraçados. A Marinha Real, e Fisher em particular, estava preocupada com o dano que os cruzadores blindados (principalmente os da Marinha francesa) poderiam infligir ao comércio britânico através do mundo em caso de guerra. Fisher concebeu os cruzadores blindados britânicos tornando-se mais velozes e mais pesadamente armados para enfrentarem esta ameaça. Ele também estava muito orgulhoso do "encouraçado de segunda classe" HMS Renown, um encouraçado mais leve e mais veloz. Por volta de 1901, há confusão nos textos de Fisher sobre se ele via o encouraçado ou o cruzador como o modelo para futuros desenvolvimentos.
No período de 1902-1904 a tendência principal do pensamento naval britânico era claramente favorável à encouraçados fortemente blindados, ao invés dos navios velozes que Fisher favorecia. Contudo, uma transição do armamento de calibre misto dos pré-dreadnoughts da década de 1890 para um projeto "totalmente armado de grandes canhões" já estava em cogitação. Projetos preliminares circularam prevendo encouraçados somente com canhões de 12 ou 10 polegadas e cruzadores blindados com canhões de 9,2 polegadas.
No verão de 1904, após a nomeação de Fisher para Primeiro Lorde do Almirantado, foi tomada a decisão de usar canhões de 12 polegadas na geração seguinte de encouraçados, por causa do desempenho superior à longa distância. O armamento do próximo cruzador blindado era muito mais controverso. O tamanho e o custo da próxima geração de cruzadores blindados equivalia a dizer que seria muito desejável que eles fossem capazes de atuar numa ação com encouraçados, significando que deviam ter canhões de 12 polegadas. Foi a mesma lógica que levou os japoneses a armar seus cruzadores mais recentes com dois canhões de 12 polegadas como armamento principal. Contudo, é também bem possível que Fisher exigisse que o cruzador tivesse o mesmo armamento que o encouraçado por que esperava que o substituísse. A decisão de dar à geração seguinte de cruzadores blindados um "armamento exclusivo de grandes canhões" foi o momento crucial do desenvolvimento do cruzador de batalha. Se os navios tivessem sido armados com canhões de apenas 10 ou 9,2 polegadas, eles teriam sido meramente cruzadores blindados melhorados.
As mudanças radicais na política de construção naval que Fisher estava criando no conselho resultaram em sua nomeação de um Comitê de Projetos em dezembro de 1904. Embora o propósito declarado do Comitê fosse pesquisar e relatar as especificações de navios futuros, as decisões cruciais já haviam sido tomadas por Fisher e seus associados. Os termos de referência para o Comitê eram para um encouraçado capaz de atingir 21 nós, armado com canhões de 12 polegadas e sem armamento intermediário, blindado como o HMS Minotaur, o cruzador blindado mais recente, e também capaz de ser operado a partir das docas já existentes. O encouraçado tornou-se o revolucionário HMS Dreadnought, e o cruzador tornou-se o primeiro dos três navios da classe Invincible.
Os três Invincibles foram o Inflexible, o Invincible e o Indomitable. Sua construção foi iniciada em 1906 e completada em 1908, atrasada talvez para permitir que seus projetos se beneficiassem da solução de quaisquer problemas com o Dreadnought. Os navios preencheram os requisitos do projeto bem de perto. Os Invincibles tinham um deslocamento similar ao do Dreadnought, porém duas vezes a potência resultando numa velocidade de 25 nós (46 km/h). Tinham oito canhões de 12 polegadas (305 mm), em comparação com os dez do Dreadnought. A blindagem era de 6 a 7 polegadas (150 a 180 mm) de espessura ao longo do casco e sobre as casamatas, enquanto que a do Dreadnought era de 11 polegadas (280 a 300 mm) no máximo. A classe teve um aumento em velocidade, deslocamento e poder de fogo bem destacado, em comparação com os últimos cruzadores blindados, mas não mais blindagem.
Os Invincibles teriam o mesmo papel dos cruzadores blindados que sucederam, mas dos novos navios esperava-se ser mais eficientes em diversas maneiras. Especificamente, suas funções eram:
- Reconhecimento Pesado. Devid à sua potência, os Invincibles podiam eliminar a escolta de cruzadores inimigos, aproximar-se de e observar uma esquadra de combate inimiga, antes de usarem sua velocidade superior para retirarem-se.

- Apoio aproximado para a esquadra de combate. Deveriam ser posicionados nos extremos da linha de combate para deter cruzadores inimigos ameaçando os encouraçados, e ameaçar encouraçados inimigos quando estivessem concentrados em combater os encouraçados. Os Invincibles deviam atuar também como a ala rápida da esquadra de combate e tentar ultrapassar o inimigo.

- Perseguição. Se a esquadra inimiga retirar-se, então os Invincibles usariam sua velocidade para perseguir e a s armas para avariar ou atrasar os navios inimigos.

- Proteção ao comércio. Os novos navios caçariam cruzadores inimigos e corsários.

A confusão sobre como chamar estes novos cruzadores-blindados-tamanho-encouraçado estabeleceu-se imediatamente. Ainda no final de 1905, antes de começarem os trabalhos de construção dos Invincibles, um memorando da Marinha Real refere-se a eles como "grandes navios blindados", significando ao mesmo tempo encouraçados e cruzadores grandes. Em outubro de 1906, o Almirantado começou a classificar todos os encouraçados pós-Dreadnought e cruzadores blindados como "navios capitais", enquanto Fisher usava o termo "dreadnought" para se referir aos novos encouraçados ou aos encouraçados e cruzadores blindados juntos. Ao mesmo tempo, a própria classe Invincible era chamada de "cruzador-encouraçado" ou "cruzador-dreadnought"; a expressão "cruzador de batalha" foi usada primeiro por Fisher em 1908. Finalmente, em novembro de 1911, a Ordem semanal do Almirantado No. 351 estabeleceu a decisão que "Todos os cruzadores do tipo Invincible e posteriores, são, para futura referência, para serem descritos como cruzadores de batalha a fim de distingui-los dos cruzadores blindados de tipo mais antigo."

## Projetos da Guerra Fria
A despeito do fato de que a Segunda Guerra Mundial demonstrara a obsolescência geral dos encouraçados e cruzadores de batalha, a paixão de Josef Stalin por grandes navios armados de canhões levou a União Soviética a projetar várias classes no final da década de 1940 e início da década de 1950, como resposta aos navios da Classe Alaska. Em russo, eles foram chamados de "cruzadores pesados" (tyajolyi kreyser).
Os frutos deste programa foram os cruzadores do Projeto 82 (Stalingrad), com 36 500 toneladas padrão (42 300 de deslocamento total), 9 canhões de 305 mm e uma velocidade de 35 nós (65 km/h). Três navios tiveram suas quilhas batidas em 1951-52, mas após a morte de Stalin, forma cancelados em abril de 1953. Além do custo alto, a razão principal fora que navios armados com canhões tornaram-se obsoletos com o surgimento dos mísseis guiados. Apenas uma seção central do casco blindado do primeiro cruzador, o Stalingrad, foi lançada ao mar em 1954 e usada como alvo para foguetes.
A Classe Kirov soviética de Raketny Kreyser (cruzador armado com mísseis), deslocando aproximadamente 26.00 toneladas, foi classificado como sendo cruzador de batalha na edição de 1996-97 de Jane's Fighting Ships, muito embora, na realidade, eles sejam enormes cruzadores armados com mísseis. Sua classificação como cruzadores de batalha vem de seu deslocamento, que é aproximadamente o mesmo de um encouraçado da II Guerra Mundial, e do fato de possuírem mais poder de fogo que qualquer outro navio de superfície atual. Contudo, falta à Classe Kirov a pesada blindagem que distinguia os cruzadores de batalha dos cruzadores comuns e ele são classificados como "cruzadores pesados de mísseis" na Federação Russa. Quatro unidades da classe foram completadas: Kirov, Frunze, Kalinin e Yuri Andropov. Tendo sido os navios batizados em homenagem à personalidades comunistas, após a desintegração da URSS ele foram rebatizados com nomes tradicionais da Marinha Imperial Russa, respectivamente, Admiral Ushakov, Admiral Lazarev, Admiral Nakhimov e Pyotr Velikiy. Devido à restrições orçamentárias, duas unidades desta classe foram descomissionadas, embora o Pyotr Velikiy e o Admiral Nakhimov estejam em serviço ativo e orçamento foi destinado para possíveis reparos no Admiral Lazarev. O Nakhimov teve a reativação apressada, no início de 2006, possivelmente devido à tensão crescente no Oriente Médio e provável envolvimento naval russo nela.

## Falhas de concepção
Na prática, os cruzadores de batalha raramente viram o tipo de ação independente para o qual foram projetados. O avanço da tecnologia de artilharia foi tão rápido nos anos que se seguiram a 1905, que mal havia distinção entre o encouraçado e o cruzador de batalha. Na Jutlândia, os canhões da nau-capitânia de sir David Beatty, o HMS Lion, eram canhões de 13,5 polegadas, os quais eram maiores que os da maioria dos encouraçados alemães e britânicos.
Na maioria dos casos, a tentação de acrescentar grandes canhões á esquadra de linha mostrou-se difícil de resistir. Como resultado, esquadrões de cruzadores de batalha somaram-se à linha de combate - papel para o qual não haviam sido projetados e que os expunha à grande risco. A blindagem de um cruzador de batalha permaneceu a mesma (ou pouco superior à) de um cruzador normal. Consequentemente, os navios podiam infligir muito mais danos do que podiam suportar. Qualquer vantagem que tivessem em velocidade perdia-se quando navegavam em formação à marcha do encouraçado mais lento da linha de combate. Os projéteis pesados dos navios de linha adversários podiam facilmente atravessar suas blindagens mais finas. Durante a Batalha da Jutlândia, tanto os cruzadores de batalha britânicos quanto os alemães atingiram-se mutuamente. Os navios britânicos tiveram desempenho pobre, enquanto que os dos alemães saíram-se melhor devido à melhor proteção interna e o mal desempenho dos projéteis britânicos.
Alguns frequentemente citam a blindagem inferior dos cruzadores de batalha britânicos, comparada à de seus rivais alemães, como responsável por suas perdas. O contemporâneo alemão mais próximo do Lion foi talvez o SMS Seydlitz. Ambos eram semelhantes em deslocamento e velocidade. Os cruzadores de batalha alemães sacrificavam calibre de canhão em favor de blindagem mais espessa, mas não foram tão significativos a ponto de fazer diferença na batalha, já que ambos o Lion e o Seydlitz tiveram seus paióis de munição penetrados nalgum momento de suas carreiras. Ou teria sido o procedimento no manejo do cordite. A quase destruição do Seydlitz na Batalha de Dogger Bank convenceu os alemães a terem maior precaução. Depois desta batalha, alguns dos navios da força de cruzadores de batalha britânica começaram a armazenar muito cordite fora dos invólucros e deixando as portas de proteção abertas, na busca de um doutrina tática popular na força de cruzadores de batalha após Dogger Bank, envolvendo rapidez de disparos. Esta prática de levar as "taxas de disparo" ao excesso não foi posta em prática na Grande Frota.
Durante a Segunda Guerra Mundial, ações à curta distância em larga escala não ocorreram. Os cruzadores de batalha repartiram com os encouraçados tarefas como guerra corsária (alemães), escolta de comboios, ou tomar parte em forças-tarefa. Nas operações em que os cruzadores de batalha combateram os encouraçados, como o HMS Hood contra o Bismarck, o Scharnhorst contra o HMS Duke of York, o Kirishima contra o USS Washington, os cruzadores de batalha foram destruídos a fogo de canhão. Foram igualmente vulneráveis às aeronaves, por muitos dos projetos da Primeira Guerra Mundial carecerem dos sistemas de proteção antitorpedo desenvolvidos para os navios de linha da Segunda Guerra Mundial, e vários foram perdidos durante esta por isso.